# Sezione per Composizione IV
Sezione per Composizione IV (Cosacchi) è un dipinto (94,5x130 cm) realizzato nel 1910 dal pittore Vasily Kandinsky. È conservato nella galleria Tate Modern di Londra.
Questo dipinto è considerato tra i più rilevanti del periodo di passaggio da Espressionismo a Astrattismo.